# 볼강주

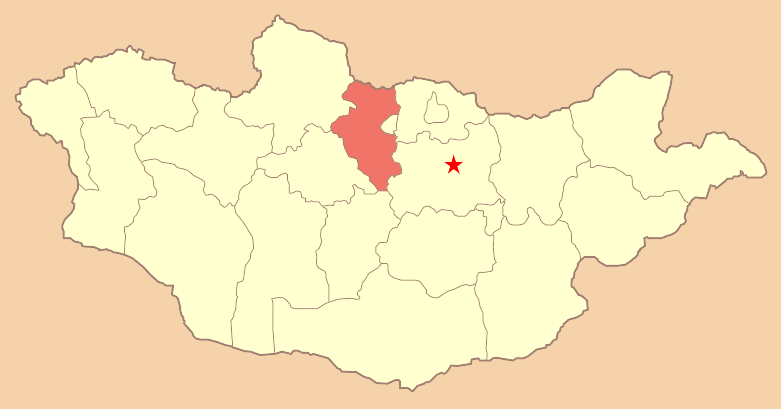
볼강주의 위치

볼강주(몽골어: Булган)는 몽골 북부에 위치한 주로 주도는 볼강이며 면적은 48,733.00 km2, 인구는 53,655명(2011년 기준)이다.